# Markeli Point
Der Markeli Point (englisch; bulgarisch нос Маркели nos Markeli) ist eine eisfreie und 1,2 km lange Landspitze an der Nordostküste von Smith Island im Archipel der Südlichen Shetlandinseln. Sie ragt 14,5 km südwestlich des Kap Smith, 2 km südsüdwestlich des Gregory Point sowie 19,8 km nordnordöstlich des Kap James in westsüdwestlicher Richtung in die Drakestraße und bildet die Nordseite der Einfahrt zur Cabut Cove.
Bulgarische Wissenschaftler kartierten sie 2009. Die bulgarische Kommission für Antarktische Geographische Namen benannte sie bereits 2008 nach der mittelalterlichen Festungsanlage Markeli im Südosten Bulgariens.